# Leistervaart
De Leistervaart (Leister Feart) is een kanaal in de gemeenten Waadhoeke en Leeuwarden in de Nederlandse provincie Friesland.
De Leistervaart loopt van de Ouwe Rij ten zuiden van Oudebildtzijl door de plaats Oude Leije. Ten oosten van Oude Leije sluit het kanaal aan op respectievelijk de Hijumervaart in noordelijke richting en de Finkumervaart in zuidelijke richting. Het kanaal maakt deel uit van de route van de Elfstedentocht.
Langs het kanaal staat in Oude Leije een sculptuur  ter ere van de winnaressen van de Elfstedentocht: Lenie van der Hoorn (1985), Tineke Dijkshoorn (1986) en Klasina Seinstra (1997). Het beeld wordt door de inwoners van Oude Leie ús Klazien genoemd, omdat Seinstra daar woonachtig is.

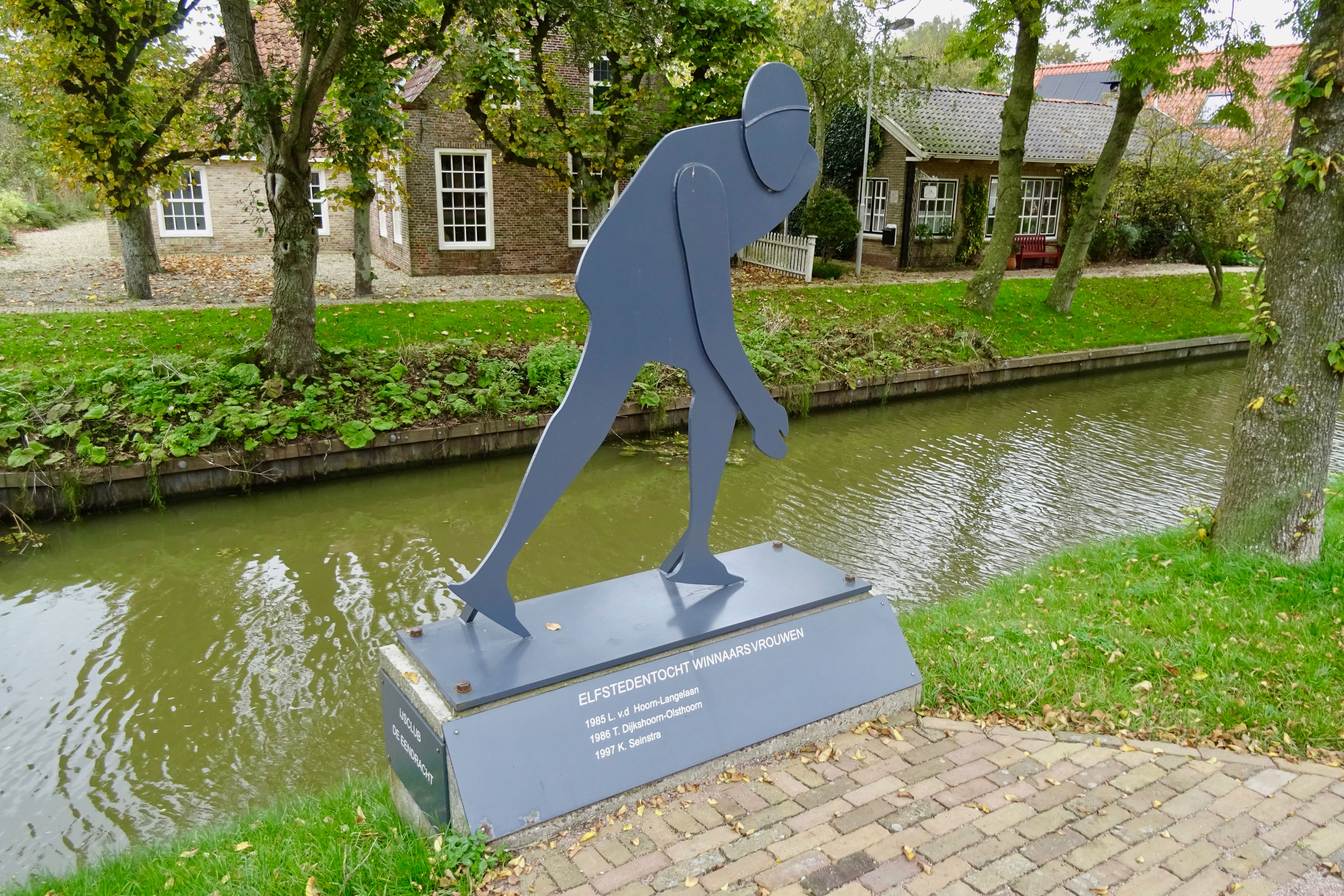
ús Klazien langs de Leistervaart in Oude Leije

Zwette · Stadsgracht (Sneek) · Geeuw · Wijddraai · Wijde Wijmerts · Nauwe Wijmerts · Noorder Ee · Ee (Woudsend) · Slotermeer · Slotergat · Slotermeer · Luts · Van Swinderenvaart · Spookhoekstervaart · Rijstervaart · Oud-Karre · Johan Frisokanaal · Morra · Johan Frisokanaal · Noorderdijkvaart · Het Wijd · De Gronzen · Indijk · Zijlroede (Hindeloopen) · Oude Oostervaart · Dijkvaart · Horsa · Burevaart · Diepe Dolte · Workumertrekvaart · Het Kruiswater · Stadsgracht (Bolsward) · Witmarsumervaart · Harlingervaart · Bolswardervaart · Zuidoostersingel · Noordoostersingel · Noordergracht (Harlingen) · Van Harinxmakanaal · Sexbierumervaart · Noordergracht (Franeker) · Dongjumervaart · Ried · Berlikumerwijd · Moddergat · Wierzijlsterrak · Blikvaart · Zuidhoekstervaart · Ouwe Rij · Leistervaart · Finkumervaart · Dokkumer Ee · Het Kleindiep · Dokkumer Ee · Oudkerkstervaart · Murk · Ouddeel · Bonkevaart (finish)